# Gran Premio d'Ungheria 2014
Il Gran Premio d'Ungheria 2014 è stata l'undicesima prova della stagione 2014 del campionato mondiale di Formula 1. La gara, disputatasi domenica 27 luglio 2014 sul circuito dell'Hungaroring, è stata vinta da Daniel Ricciardo su Red Bull Racing-Renault; Ricciardo, al secondo successo nel mondiale, ha preceduto sul traguardo Fernando Alonso su Ferrari e Lewis Hamilton su Mercedes.

## Vigilia

### Sviluppi futuri
Bernie Ecclestone annuncia il ritorno, per il 2015, del Gran Premio del Messico, nel calendario iridato. La gara manca dal 1992, ed è stata valida per il mondiale in 15 occasioni. È stato anche annunciato l'inserimento, però dal 2016, nel calendario anche del Gran Premio d'Azerbaigian, da disputarsi per le strade della capitale Baku.

### Aspetti tecnici
Per questa gara la Pirelli, fornitrice unica degli pneumatici, ha scelto di portare gomme di mescola medium e soft.
Il circuito viene leggermente modificato, al fine di garantire una maggiore sicurezza. Sono installate nuove griglie per proteggere dai detriti, nella zona tra la curva 11 e la 12, e all'esterno della curva 14. Altre modifiche sono fatte alle protezioni della curva 3. Inoltre sono stati posizionati dei dossi da 50 millimetri nei pressi della chicane delle curve 6 e 7, nella via di fuga, ad una distanza di circa un paio di metri dal bordo della pista.
Due sono le zone in cui è possibile utilizzare il Drag Reduction System: sul rettifilo principale, e tra le curve 1 e 2. C'è un solo punto per la determinazione del distacco fra i piloti, ed è posto all'ultima curva.
Da questo Gran Premio la Marussia decide di sostituire il telaio di Max Chilton.

### Aspetti sportivi
In questa stagione, la Pirelli è sponsor principale della gara. La casa italiana sostiene già il Gran Premio di Spagna.
Emanuele Pirro è nominato dalla FIA commissario aggiunto per questo Gran Premio. Pirro ha già svolto in passato frequentemente tale funzione, l'ultima volta al Gran Premio d'Australia, prima gara della stagione.
Alexander Rossi, da poco lasciato libero dalla Caterham, diviene pilota di riserva alla Marussia.

## Prove

### Resoconto
La prima sessione di prove libere è comandata da Lewis Hamilton, che precede il compagno di team Nico Rosberg di poco più di un decimo e mezzo. Al terzo posto chiude Kimi Räikkönen, davanti all'altro ferrarista Fernando Alonso. La pista non si presenta molto gommata, e molti piloti sono protagonisti di uscite dal tracciato.
Anche nella seconda sessione del venerdì Lewis Hamilton si è confermato come il più rapido in pista. L'inglese ha nuovamente preceduto il compagno di scuderia Rosberg. Al terzo posto si è inserito Sebastian Vettel, davanti ad Alonso.
Al sabato Hamilton è ancora il migliore: il pilota della Mercedes ha preceduto di 47 millesimi Rosberg e di circa quattro decimi Vettel. Più indietro le Ferrari che chiudono al sesto e settimo posto, precedute anche dalla Williams di Bottas.

### Risultati
Nella prima sessione del venerdì si è avuta questa situazione:
| Pos | Nº | Pilota         | Costruttore | Tempo    | Gap    | Giri |
| --- | -- | -------------- | ----------- | -------- | ------ | ---- |
| 1   | 44 | Lewis Hamilton | Mercedes    | 1'25"814 |        | 27   |
| 2   | 6  | Nico Rosberg   | Mercedes    | 1'25"997 | +0"183 | 31   |
| 3   | 7  | Kimi Räikkönen | Ferrari     | 1'26"421 | +0"607 | 29   |

Nella seconda sessione del venerdì si è avuta questa situazione:
| Pos | Nº | Pilota           | Costruttore             | Tempo    | Gap    | Giri |
| --- | -- | ---------------- | ----------------------- | -------- | ------ | ---- |
| 1   | 44 | Lewis Hamilton   | Mercedes                | 1'24"482 |        | 38   |
| 2   | 6  | Nico Rosberg     | Mercedes                | 1'24"720 | +0"238 | 38   |
| 3   | 1  | Sebastian Vettel | Red Bull Racing-Renault | 1'25"111 | +0"629 | 33   |

Nella sessione del sabato mattina si è avuta questa situazione:
| Pos | Nº | Pilota           | Costruttore             | Tempo    | Gap    | Giri |
| --- | -- | ---------------- | ----------------------- | -------- | ------ | ---- |
| 1   | 44 | Lewis Hamilton   | Mercedes                | 1'24"048 |        | 21   |
| 2   | 6  | Nico Rosberg     | Mercedes                | 1'24"095 | +0"047 | 24   |
| 3   | 1  | Sebastian Vettel | Red Bull Racing-Renault | 1'24"455 | +0"407 | 16   |

## Qualifiche

### Resoconto
Nella prima fase Pastor Maldonado è costretto a parcheggiare presto la sua vettura a bordo pista, mentre Lewis Hamilton rientra ai box con la vettura su cui sta verificandosi un principio d'incendio. Nella sessione il più rapido è Jean-Éric Vergne della Scuderia Toro Rosso, che monta gomme di mescola soft. Kimi Räikkönen sbaglia strategia per risparmiare un treno di gomme e viene eliminato, battuto negli ultimi secondi, da Jules Bianchi. Assieme al finlandese, a Maldonado e a Hamilton, sono eliminati anche i due piloti della Caterham e Max Chilton (che sconta problemi tecnici).
Nella seconda fase Rosberg prende il comando, precedendo le due Red Bull. Risultano eliminati Bianchi, Romain Grosjean, le due Sauber, Sergio Pérez e Daniil Kvjat.
Nella fase decisiva la pioggia fa capolino sul tracciato. I piloti però affrontano il primo tentativo con gomme slick: i problemi però di tenuta di pista, con Kevin Magnussen che va a sbattere contro le barriere, obbligano la direzione di gara a esporre le bandiere rosse, che interrompono le qualifiche. Al momento della ripresa della sessione la pioggia è ancora debole, cioè che rende difficile per le scuderie scegliere la strategia migliore. Al termine del primo tentativo è Rosberg in testa, davanti a Sebastian Vettel. Alcuni piloti rientrano per cambiare gli pneumatici, mentre altri proseguono sulla pista. Nel secondo tentativo Vettel riprende nuovamente la testa della graduatoria, battuto poi definitivamente da Nico Rosberg. Il tedesco conquista la terza pole position consecutiva, la decima in totale in carriera nel mondiale.

### Risultati
Nella sessione di qualifica si è avuta questa situazione:
| Pos                         | Nº | Pilota            | Costruttore             | Q1          | Q2       | Q3          | Griglia |
| --------------------------- | -- | ----------------- | ----------------------- | ----------- | -------- | ----------- | ------- |
| 1                           | 6  | Nico Rosberg      | Mercedes                | 1'25"227    | 1'23"310 | 1'22"715    | 1       |
| 2                           | 1  | Sebastian Vettel  | Red Bull Racing-Renault | 1'25"662    | 1'23"606 | 1'23"201    | 2       |
| 3                           | 77 | Valtteri Bottas   | Williams-Mercedes       | 1'25"690    | 1'23"776 | 1'23"354    | 3       |
| 4                           | 3  | Daniel Ricciardo  | Red Bull Racing-Renault | 1'25"495    | 1'23"676 | 1'23"391    | 4       |
| 5                           | 14 | Fernando Alonso   | Ferrari                 | 1'26"087    | 1'24"249 | 1'23"909    | 5       |
| 6                           | 19 | Felipe Massa      | Williams-Mercedes       | 1'26"592    | 1'24"030 | 1'24"223    | 6       |
| 7                           | 22 | Jenson Button     | McLaren-Mercedes        | 1'26"612    | 1'24"502 | 1'24"294    | 7       |
| 8                           | 25 | Jean-Éric Vergne  | STR-Renault             | 1'24"941    | 1'24"637 | 1'24"720    | 8       |
| 9                           | 27 | Nico Hülkenberg   | Force India-Mercedes    | 1'26"149    | 1'24"647 | 1'24"775    | 9       |
| 10                          | 20 | Kevin Magnussen   | McLaren-Mercedes        | 1'26"578    | 1'24"585 | senza tempo | 21      |
| 11                          | 26 | Daniil Kvjat      | STR-Renault             | 1'25"361    | 1'24"706 | N.D.        | 10      |
| 12                          | 99 | Adrian Sutil      | Sauber-Ferrari          | 1'26"027    | 1'25"136 | N.D.        | 11      |
| 13                          | 11 | Sergio Pérez      | Force India-Mercedes    | 1'25"910    | 1'25"211 | N.D.        | 12      |
| 14                          | 21 | Esteban Gutiérrez | Sauber-Ferrari          | 1'25"709    | 1'25"260 | N.D.        | 13      |
| 15                          | 8  | Romain Grosjean   | Lotus-Renault           | 1'26"136    | 1'25"337 | N.D.        | 14      |
| 16                          | 17 | Jules Bianchi     | Marussia-Ferrari        | 1'26"728    | 1'27"419 | N.D.        | 15      |
| 17                          | 7  | Kimi Räikkönen    | Ferrari                 | 1'26"792    | N.D.     | N.D.        | 16      |
| 18                          | 10 | Kamui Kobayashi   | Caterham-Renault        | 1'27"139    | N.D.     | N.D.        | 17      |
| 19                          | 4  | Max Chilton       | Marussia-Ferrari        | 1'27"819    | N.D.     | N.D.        | 18      |
| 20                          | 9  | Marcus Ericsson   | Caterham-Renault        | 1'28"643    | N.D.     | N.D.        | 19      |
| 21                          | 44 | Lewis Hamilton    | Mercedes                | senza tempo | N.D.     | N.D.        | 22      |
| 22                          | 13 | Pastor Maldonado  | Lotus-Renault           | senza tempo | N.D.     | N.D.        | 20      |
| Tempo limite 107%: 1'30"886 |    |                   |                         |             |          |             |         |

In grassetto sono indicate le migliori prestazioni in Q1, Q2 e Q3.

## Gara

### Resoconto
Poco prima del via fa la comparsa sul tracciato la pioggia. Al momento del giro di formazione Daniil Kvjat resta fermo in griglia ed è così costretto alla partenza dai box, dove ci sono già Lewis Hamilton e Kevin Magnussen.
Al via Nico Rosberg, partito dalla pole, tiene la prima posizione seguito subito dopo da Valtteri Bottas, Fernando Alonso, Sebastian Vettel, Jenson Button e Daniel Ricciardo. Il tedesco della Red Bull riesce però a superare nuovamente la Ferrari dello spagnolo, mentre Hamilton, partito dai box,va in testacoda alla curva 2 e danneggia lievemente l'ala anteriore della sua W05 Hybrid. Rosberg davanti allunga indisturbato fino a quando, nel giro 8, Marcus Ericsson con la Caterham perde il controllo della vettura in uscita della curva 3, innescando un effetto pendolo e finendo a sbattere violentemente contro le barriere.
Ciò causa la neutralizzazione della gara da parte della safety car, che induce una serie di pit stop: rientrano subito diversi piloti, fra cui Daniel Ricciardo, Felipe Massa, Jean-Éric Vergne, Nico Hülkenberg, Hamilton e Kimi Räikkönen: tutti questi montano le soft; rientrano anche le due McLaren cui però il team rimonta le intermedie, scelta che si rivelerà sbagliata. Un giro dopo anche Rosberg, Vettel, Bottas e Alonso optano per la mescola morbida. All'undicesimo giro, ancora con regime di safety car, va a muro anche Romain Grosjean: ciò costringe la vettura di sicurezza a rimanere in pista per altri due giri. Dietro alla safety, Ricciardo conduce, davanti a Button, Massa, Rosberg, Magnussen, Vergne, Vettel e Alonso. Le McLaren sfruttano le gomme intermedie e guadagnano una posizione a testa alla ripartenza con Button che diventa leader. Alonso passa Vettel, alle spalle del quale si fa luce Hamilton. La gara delle McLaren è però penalizzata dal mancato ritorno della pioggia, e in un paio di giri sono costrette ai box. Al quindicesimo giro la gara di Rosberg prende una brutta piega, quando, cercando di ripassare Magnussen, finisce per perdere due posizioni a favore di Vergne e Alonso. Poi lo spagnolo passa la Toro Rosso e sale al terzo posto dietro Ricciardo e Massa. Segue un pacchetto compatto con Vergne, Rosberg, Vettel, Hamilton, Perez e Bottas.
Nelle retrovie c'è un contatto tra Pastor Maldonado e Jules Bianchi, che devono fermarsi entrambi ai box.
Al ventiduesimo giro Sergio Pérez tocca l'erba sintetica bagnata in uscita dall'ultima curva e finisce contro il muretto dei box; ciò necessita un secondo intervento della safety car, cui fa seguito un nuovo stop di Ricciardo e Massa. Adesso Alonso è in testa al Gran Premio. Seguono Vergne, Rosberg, Vettel e Hamilton. Räikkönen è nono, mentre Ricciardo e Massa sono usciti in sesta e settima posizione.
Alla ripresa Alonso guadagna terreno su Vergne che riesce ancora a tenere dietro tutto il gruppo degli inseguitori. Al 32º giro, Rosberg rientra per la seconda volta, rimontando gomme soft. Contemporaneamente Vettel replica l’errore di Pérez, ma il tedesco riesce ad evitare il muro per pochi centimetri e riparte, parecchio attardato dalla testa della gara, fermandosi subito a cambiare le gomme spiattellate.
Al giro 34, Hamilton riesce a superare Vergne alla curva 4 e sale al secondo posto. Il francese, ormai in crisi con le gomme, rientra per effettuare la sosta. Al giro 38 effettua un nuovo cambio degli pneumatici anche Alonso, rimanendo sulle soft; un giro dopo, Hamilton monta invece le medie, riuscendo a rimanere davanti al suo compagno di squadra. In testa torna Ricciardo, davanti a Massa e Räikkönen, che si ferma al giro 42, rientrando davanti a Vettel, con cui ingaggia un bel duello. Le Williams, che hanno montato le medie al momento della seconda safety, potrebbero provare ad andare fino in fondo, ma Massa si ferma invece al giro 45, rientrando sesto. Ora dietro all’australiano della RedBull, ci sono Alonso, staccato di 15”, le due Mercedes, le due Williams, Räikkönen e Vettel. Ricciardo effettua il suo terzo cambio gomme al giro 54.
Alonso torna così primo, ma deve guardarsi dal ritorno delle Mercedes di Hamilton e Rosberg, che però si ferma per effettuare un'ultima sosta tre giri dopo. Anche Bottas è costretto ad una sosta aggiuntiva al giro 59. Rosberg, scatenato, passa Raikkonen alla prima curva del sessantesimo giro e Massa nello stesso punto, una tornata più tardi, essendo staccato di oltre venti secondi dal terzetto di testa. Alonso, che ha gomme ormai alla frutta, resiste ad Hamilton ma il vero pericolo è Ricciardo che al sessantasettesimo giro supera l’inglese con una grande manovra alla curva tre. Alla prima curva del giro successivo, l’australiano supera anche la Ferrari di Alonso andando a prendersi la sua seconda vittoria in carriera. Secondo termina Alonso (97º podio per lui), che nel finale riesce a difendersi dalle due Mercedes con Hamilton che chiude terzo e Rosberg quarto.
Seguono al traguardo Massa, Räikkönen (anch'egli autore di una bella rimonta), Vettel, Bottas, Vergne e Button che chiude la zona punti.

### Risultati
I risultati del Gran Premio sono i seguenti:
| Pos | Nº | Pilota            | Costruttore             | Giri | Tempo/Ritiro           | Griglia | Punti |
| --- | -- | ----------------- | ----------------------- | ---- | ---------------------- | ------- | ----- |
| 1   | 3  | Daniel Ricciardo  | Red Bull Racing-Renault | 70   | 1h53'05"058            | 4       | 25    |
| 2   | 14 | Fernando Alonso   | Ferrari                 | 70   | +5"225                 | 5       | 18    |
| 3   | 44 | Lewis Hamilton    | Mercedes                | 70   | +5"857                 | 22      | 15    |
| 4   | 6  | Nico Rosberg      | Mercedes                | 70   | +6"361                 | 1       | 12    |
| 5   | 19 | Felipe Massa      | Williams-Mercedes       | 70   | +29"841                | 6       | 10    |
| 6   | 7  | Kimi Räikkönen    | Ferrari                 | 70   | +31"491                | 16      | 8     |
| 7   | 1  | Sebastian Vettel  | Red Bull Racing-Renault | 70   | +40"964                | 2       | 6     |
| 8   | 77 | Valtteri Bottas   | Williams-Mercedes       | 70   | +41"344                | 3       | 4     |
| 9   | 25 | Jean-Éric Vergne  | STR-Renault             | 70   | +58"527                | 8       | 2     |
| 10  | 22 | Jenson Button     | McLaren-Mercedes        | 70   | +1'07"280              | 7       | 1     |
| 11  | 99 | Adrian Sutil      | Sauber-Ferrari          | 70   | +1'08"169              | 11      |       |
| 12  | 20 | Kevin Magnussen   | McLaren-Mercedes        | 70   | +1'18"465              | 21      |       |
| 13  | 13 | Pastor Maldonado  | Lotus-Renault           | 70   | +1'24"024              | 20      |       |
| 14  | 26 | Daniil Kvjat      | STR-Renault             | 69   | +1 giro                | 10      |       |
| 15  | 17 | Jules Bianchi     | Marussia-Ferrari        | 69   | +1 giro                | 15      |       |
| 16  | 4  | Max Chilton       | Marussia-Ferrari        | 69   | +1 giro                | 18      |       |
| Rit | 21 | Esteban Gutiérrez | Sauber-Ferrari          | 32   | ERS                    | 13      |       |
| Rit | 10 | Kamui Kobayashi   | Caterham-Renault        | 24   | Carburante             | 17      |       |
| Rit | 11 | Sergio Pérez      | Force India-Mercedes    | 22   | Incidente              | 12      |       |
| Rit | 27 | Nico Hülkenberg   | Force India-Mercedes    | 14   | Collisione con S.Perez | 9       |       |
| Rit | 8  | Romain Grosjean   | Lotus-Renault           | 10   | Incidente              | 14      |       |
| Rit | 9  | Marcus Ericsson   | Caterham-Renault        | 7    | Incidente              | 19      |       |

## Classifiche mondiali

### Piloti
| Pos | Pilota           | Punti |
| --- | ---------------- | ----- |
| 1   | Nico Rosberg     | 202   |
| 2   | Lewis Hamilton   | 191   |
| 3   | Daniel Ricciardo | 131   |
| 4   | Fernando Alonso  | 115   |
| 5   | Valtteri Bottas  | 95    |
| 6   | Sebastian Vettel | 88    |
| 7   | Nico Hülkenberg  | 69    |
| 8   | Jenson Button    | 60    |
| 9   | Felipe Massa     | 40    |
| 10  | Kevin Magnussen  | 37    |
| 11  | Sergio Pérez     | 29    |
| 12  | Kimi Räikkönen   | 27    |
| 13  | Jean-Éric Vergne | 11    |
| 14  | Romain Grosjean  | 8     |
| 15  | Daniil Kvjat     | 6     |
| 16  | Jules Bianchi    | 2     |

### Costruttori
| Pos | Costruttore             | Punti |
| --- | ----------------------- | ----- |
| 1   | Mercedes                | 393   |
| 2   | Red Bull Racing-Renault | 219   |
| 3   | Ferrari                 | 142   |
| 4   | Williams-Mercedes       | 135   |
| 5   | Force India-Mercedes    | 98    |
| 6   | McLaren-Mercedes        | 97    |
| 7   | STR-Renault             | 17    |
| 8   | Lotus-Renault           | 8     |
| 9   | Marussia-Ferrari        | 2     |